# Wa (Ghana)
Wa is de hoofdstad van de Upper West Region in Ghana. Van de 80.000 inwoners zijn de meesten moslim. Wa is tevens het centrum van het Walavolk.
Sinds 1956 is Wa de zetel van een rooms-katholiek bisdom.